# Hassan El-Far
Hassan Ahmed El-Far (in arabo حسن أحمد الفار‎?; Il Cairo, 21 maggio 1912 – Alessandria d'Egitto, 8 agosto 1973) è stato un calciatore egiziano, di ruolo centrocampista.

## Carriera
Prese parte con la Nazionale egiziana ai Mondiali del 1934 e ai Giochi Olimpici del 1936